# Chrosno (województwo kujawsko-pomorskie)
Chrosno – wieś w Polsce położona w województwie kujawsko-pomorskim, w powiecie inowrocławskim, w gminie Kruszwica.

## Podział administracyjny
Wieś królewska Chrośno, położona w II połowie XVI wieku w powiecie kruszwickim województwa brzeskokujawskiego, należała do starostwa kruszwickiego. W latach 1975–1998 miejscowość administracyjnie należała do województwa bydgoskiego.

## Demografia
Według Narodowego Spisu Powszechnego (III 2011 r.) wieś liczyła 177 mieszkańców. Jest 25. co do wielkości miejscowością gminy Kruszwica.

## Zabytki
Według rejestru zabytków NID na listę zabytków wpisany jest drewniany wiatrak „koźlak”, datowany do tej pory na połowę XIX w., nr rej.: A/1340 z 4.12.2007. W listopadzie 2020 gmina Kruszwica podpisała umowę na jego rewitalizację (koszt prac to niemal 1,3 mln zł). W wyniku badań architektonicznych, historycznych i dendrochronologicznych ustalono, że wiatrak powstał w latach 60. XVIII w. dla folwarku we wsi Rożniaty, skąd został w XIX w. przeniesiony na obecne miejsce. W okresie od przełomu XVIII i XIX w. do 3. ćwierci XX w. wiatrak był kilkukrotnie przekształcany. W 2021 r. poddano go konserwacji zachowawczej z maksymalnym poszanowaniem elementów pochodzących z jego najstarszej fazy budowlanej.